# Humanz
 Humanz  es el quinto álbum de estudio de banda virtual Gorillaz. Fue lanzado el 28 de abril de 2017 en el Reino Unido por Parlophone y en los Estados Unidos por Warner Bros. Records. El álbum fue anunciado en la página oficial de Instagram de la banda el 23 de marzo de 2017. Según un comunicado de prensa, se grabó en Londres, París, Nueva York, Chicago y Jamaica, y fue producido por la banda, The Twilite Tone, y Remi Kabaka. Era el primer álbum de estudio de la banda desde 2011  The Fall, y cuenta con colaboraciones con Noel Gallagher, Grace Jones, Kali Uchis, Vince Staples, Popcaan, DRAM, Anthony Hamilton, De La Soul, Danny Brown, Kelela, Mavis Staples, Pusha T, y Benjamin Clementine.
 Humanz  debutó en el número dos en UK Albums Chart y en los EE. UU.  Billboard  200, vendiendo más de 140,000 copias en su primera semana de ventas. También debutó en el número uno en Austria, Bélgica, Escocia y Suiza.

## Lista de canciones
| Humanz |                                                       |          |  |
| N.º    | Título                                                | Duración |  |
| 1.     | «Intro: I Switched My Robot Off»                      | 0:23     |  |
| 2.     | «Ascension» (con Vince Staples)                       | 2:35     |  |
| 3.     | «Strobelite» (con Peven Everett)                      | 4:32     |  |
| 4.     | «Saturnz Barz» (con Popcaan)                          | 3:01     |  |
| 5.     | «Momentz» (con De La Soul)                            | 3:16     |  |
| 6.     | «Interlude: The Non-Conformist Oath»                  | 0:21     |  |
| 7.     | «Submission» (con Danny Brown y Kelela)               | 3:21     |  |
| 8.     | «Charger» (con Grace Jones)                           | 3:33     |  |
| 9.     | «Interlude: Elevator Going Up»                        | 0:04     |  |
| 10.    | «Andromeda» (con D.R.A.M.)                            | 3:17     |  |
| 11.    | «Busted and Blue»                                     | 4:37     |  |
| 12.    | «Interlude: Talk Radio»                               | 0:19     |  |
| 13.    | «Carnival» (con Anthony Hamilton)                     | 2:15     |  |
| 14.    | «Let Me Out» (con Mavis Staples y Pusha T)            | 2:55     |  |
| 15.    | «Interlude: Penthouse»                                | 0:11     |  |
| 16.    | «Sex Murder Party» (con Jamie Principle y Zebra Katz) | 4:19     |  |
| 17.    | «She's My Collar» (con Kali Uchis)                    | 3:29     |  |
| 18.    | «Interlude: The Elephant»                             | 0:11     |  |
| 19.    | «Hallelujah Money» (con Benjamin Clementine)          | 4:23     |  |
| 20.    | «We Got The Power»» (con Jehnny Beth)                 | 2:17     |  |
| 49:19  |                                                       |          |  |

### Humanz(Deluxe)
| Humanz (Deluxe) |                                                             |          |  |
| N.º             | Título                                                      | Duración |  |
| 21.             | «Interlude: New World»                                      | 1:23     |  |
| 22.             | «The Apprentice» (con Rag'n'Bone Man, Zebra Katz y Ray BLK) | 3:55     |  |
| 23.             | «Halfway to the Halfway House» (con Peven Everett)          | 3:57     |  |
| 24.             | «Out of Body» (con Kilo Kish, Zebra Katz e Imani Vonshà)    | 3:44     |  |
| 25.             | «Ticker Tape» (con Carly Simon y Kali Uchis)                | 4:28     |  |
| 26.             | «Circle of Friendz» (con Brandon Markell Holmes)            | 2:09     |  |
| 1:13:55         |                                                             |          |  |

### Humanz(Japanese Deluxe)
| Humanz (Japanese Deluxe) |                                         |          |  |
| N.º                      | Título                                  | Duración |  |
| 27.                      | «Andromeda (D.R.A.M. Special)»          | 3:59     |  |
| 28.                      | «Busted and Blue (Faia Younan Special)» | 3:41     |  |
| 7:30                     |                                         |          |  |

### Humanz(Super Deluxe)
| Humanz (Super Deluxe) |                                                      |          |  |
| N.º                   | Título                                               | Duración |  |
| 29.                   | «Long Beach»                                         | 3:17     |  |
| 30.                   | «Colombians»                                         | 3:50     |  |
| 31.                   | «Duetz»                                              | 2:39     |  |
| 32.                   | «Midnite Float» (con Azekel)                         | 3:52     |  |
| 33.                   | «Grilling With His Face»                             | 2:09     |  |
| 34.                   | «Charger (Alternative Version)» (con Pauline Black)  | 2:51     |  |
| 35.                   | «Andromeda (D.R.A.M. Special)» (con D.R.A.M.)        | 3:59     |  |
| 36.                   | «Busted and Blue» (con Faia Younan Special)          | 3:36     |  |
| 37.                   | «Carnival (2D Special)» (con Anthony Hamilton)       | 3:43     |  |
| 38.                   | «Five Whales In A Dream»                             | 2:36     |  |
| 39.                   | «Garage Palace» (con Little Simz)                    | 2:31     |  |
| 40.                   | «She's My Collar (Spanish Special)» (con Kali Uchis) | 2:47     |  |
| 41.                   | «Phoenix On The Hill» (con Sidiki Diabaté)           | 3:15     |  |
| 42.                   | «Tranzformer»                                        | 2:36     |  |
| 1:32:04               |                                                      |          |  |

## Posicionamiento en listas
| Listas (2017)     | Mejor posición |
| ----------------- | -------------- |
| Argentina (CAPIF) | 1              |